# Pseudopallene inflata
Pseudopallene inflata is een zeespin uit de familie Callipallenidae. De soort behoort tot het geslacht Pseudopallene. Pseudopallene inflata werd in 2004 voor het eerst wetenschappelijk beschreven door Staples. 